# Palazzo Prosperi-Sacrati
Palazzo Prosperi Sacrati è un edificio storico di Ferrara situato accanto al Palazzo dei Diamanti, nella zona rinascimentale chiamata Addizione Erculea.

## Storia

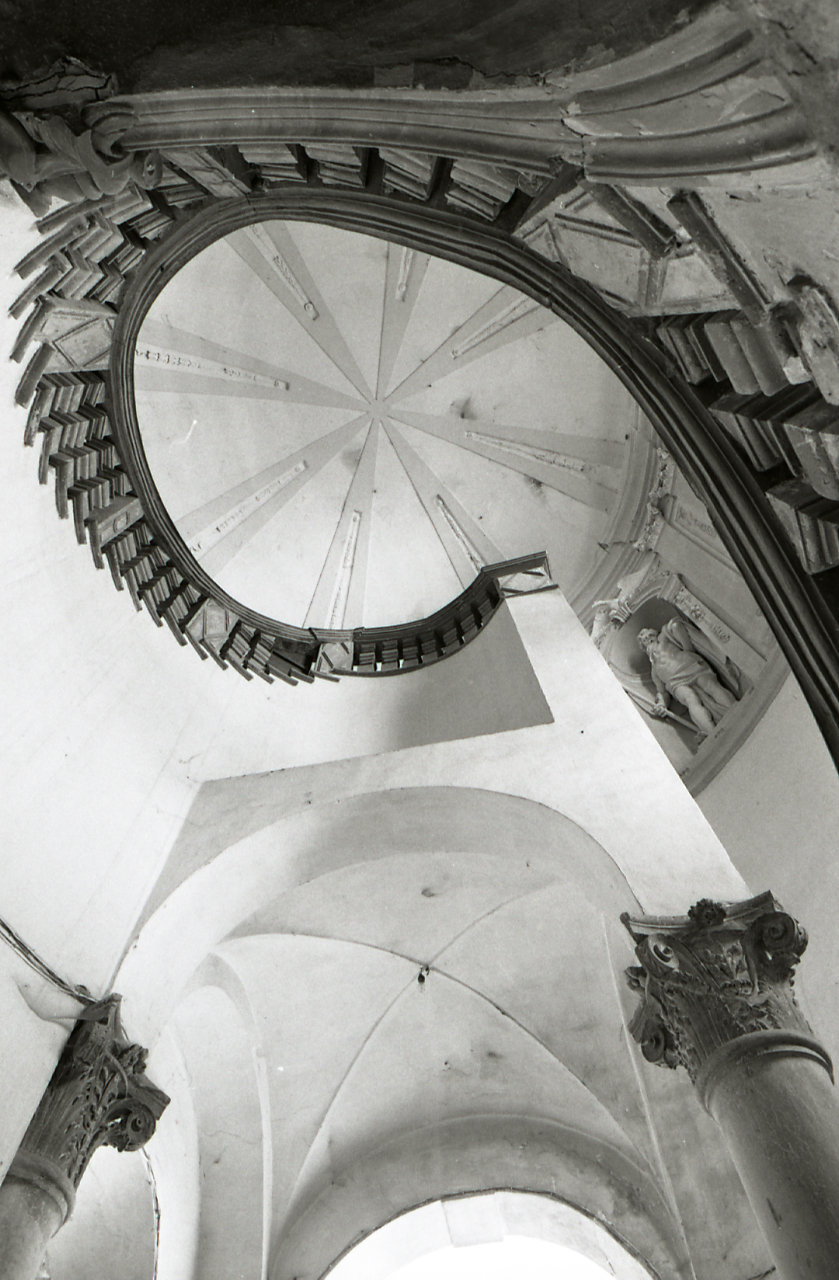
Particolari dell'interno. Foto di Paolo Monti, 1981.

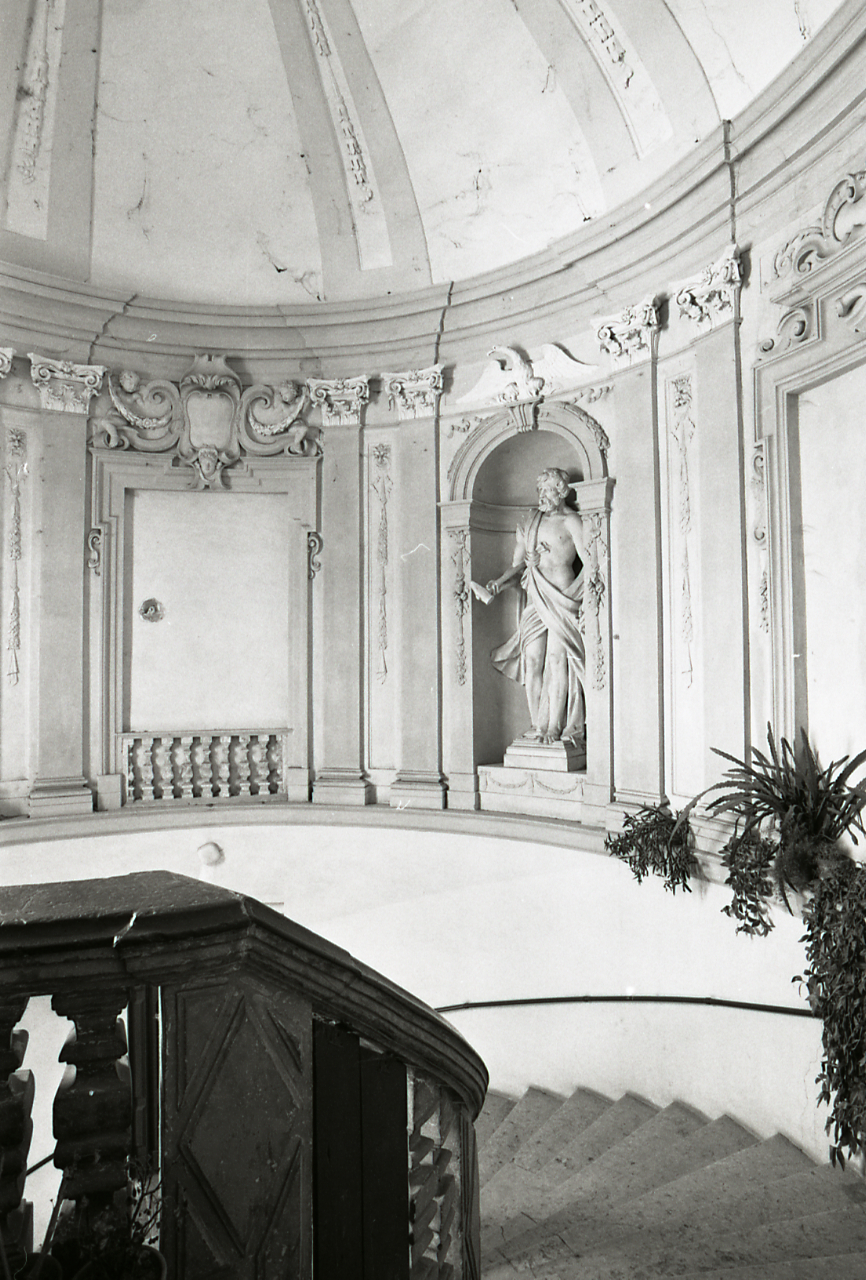
Particolari della scala. Foto di Paolo Monti, 1981.

e tu, fatta ad accôrre sol poeti e duchesse,

o porta de' Sacrati, sorridi nel florido arco!»
(Giosuè Carducci, Alla città di Ferrara)
L'edificio, iniziato nel 1493, è il palazzo più antico dell'Addizione Erculea e ha determinato con la sua posizione l'andamento degli assi portanti dell'Addizione. Venne fatto costruire per Francesco da Castello, medico personale (archiatra) di Ercole I d'Este, venendo completato nel 1513-1514.
I proprietari che si succedettero furono nobili famiglie ferraresi: i Da Castello, i Giraldi, i Sacrati e infine i conti Prosperi, stirpe di antica origine lucchese, che lo cedette allo Stato. Il palazzo appartiene al Comune di Ferrara dal 1997, quando fu ceduto dal Ministero della difesa in seguito ad una permuta.
Il palazzo ha subito nel tempo sostanziali modifiche: sono state demolite le due ali laterali e il cortile, su cui apre il loggiato rossettiano, è ridotto a una piccola striscia di terreno. Tra le modifiche ottocentesche anche l'aggiunta di un balconcino sul Quadrivio degli Angeli. L'interno necessita di un accurato restauro. Fu danneggiato durante i bombardamenti angloamericani del 1944, perdendo vari elementi decorativi.
Sugli antichi spazi di pertinenza del palazzo dove esistevano orti e un ampio giardino è stato attivo sino al secondo decennio del XXI secolo il laboratorio didattico di archeologia del Liceo Ariosto. Nel marzo 2023 è iniziato un intervento di restauro con un investimento di sette milioni di euro finalizzato a far diventare l'edificio storico uno spazio per esposizioni con bookshop e uffici.

## Descrizione
Costruito nel tipico stile rinascimentale ferrarese, presenta una parasta d'angolo degna di nota. La sua caratteristica più nota è il portale monumentale in stile veneziano su Corso Ercole I d'Este; il portale è sovrastato da un balcone di marmo bianco sorretto da putti seduti sulla trabeazione. Attorno al 1858, venne rifatta la candelabra angolare dallo scultore ferrarese Gaetano Davia che tre anni dopo restaurò anche il suddetto portale.
Durante i bombardamenti del 1944 andarono perduti altri genietti e scimmie collocati sulla balaustra. Sopra l'ingresso sono presenti due tondi, in uno dei quali è visibile il busto di Ercole con la pelle del leone di Nemea addosso, chiaro riferimento a Ercole I d'Este.

## Nella cultura di massa
L'esterno e alcuni interni del palazzo sono stati utilizzati nel film Al di là delle nuvole diretto nel 1995 da Michelangelo Antonioni con la collaborazione di Wim Wenders.